# Dracaena laxissima
Dracaena laxissima är en sparrisväxtart som beskrevs av Adolf Engler. Dracaena laxissima ingår i släktet dracenor, och familjen sparrisväxter. Inga underarter finns listade i Catalogue of Life.

## Bildgalleri

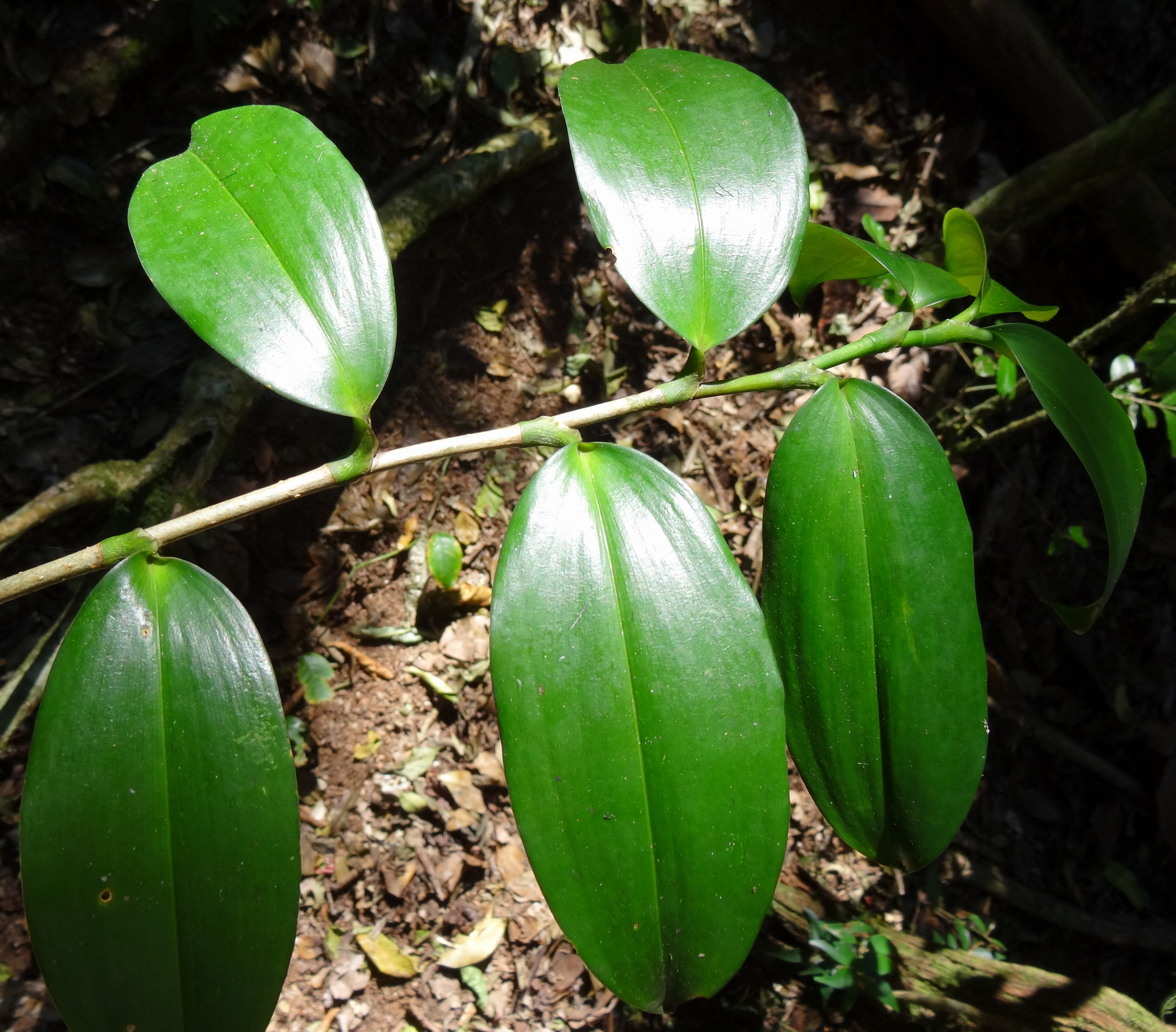